# دونپزیل
دونپزیل (به انگلیسی: Donepezil) داروئی است که غالب اوقات به صورت قرص یافت می شود، این دارو یک مهارکننده برگشت پذیر استیل کولین استراز است و از نظر ساختاری با سایر عوامل آنتی کولین استراز ارتباطی ندارد. دونپزیل در بهبود روند بیماری هایی مانند آلزایمر و دمانس واسکولار موثر است. عوارض جانبی شایع این دارو عبارتند از تهوع، مشکل در خواب، پرخاشگری، اسهال، احساس خستگی و گرفتگی عضلات که در برخی اوقات می تواند شامل تپش قلب ، میل مکرر به ادرار و تشنج نیز باشد.

## موارد مصرف
مصرف این دارو در مراحل خفیف متوسط و شدید بیماری آلزایمر تائید شده‌است . این دارو روی روند دژنراسیون عصبی تاثیر ندارد و تنها علایم درک و شناخت، فعالیت ذهنی، حافظه، توجه، ارتباط اجتماعی، تعقل، قدرت صحبت و فعالیت روزانه بیمار را بهبود می‌بخشد. گاهی مصرف دونپزیل با ممانتین در درمان بیماری آلزایمر به مصرف دونپزیل به تنهایی برتری دارد.

## مکانیسم اثر
بلوک آنزیم استیل کولین استراز. دونپزیل یک مهارکننده اختصاصی غیر رقابتی و بازگشت‌پذیر استیل کولین استراز است که باعث افزایش استیل کولین خارج سلولی می‌شود.

## متابولیسم دارو
فراهمی زیستی دارو ۱۰۰% است. دونپزیل به خوبی از طریق دستگاه گوارش جذب می‌شود و حداکثر غلظت پلاسمایی آن ۴-۳ ساعت بعد از تجویز حاصل می‌شود. ۹۶% دونپزیل به پروتئین‌های پلاسما به خصوص آلبومین باند می‌شود. دونپزیل در کبد از طریق ایزوآنزیمهای سیتوکروم P۴۵۰، ۳A۴ و ۲D۶ به چهار متابولیت اصلی متابولیزه می‌شود که دو متابولیت آن فعالند. غلظت ثابت پلاسمایی ۳ هفته پس از شروع درمان به دست می‌آید. دفع دارو و متابولیت‌های آن به طور غالب از طریق ادرار (۷۹%) و به مقدار کمتر (۲۱%) از طریق مدفوع صورت می‌گیرد. نیمه عمر دفع دونپزیل ۷۰ ساعت است.

## عوارض جانبی
تهوع، استفراغ، اسهال، خستگی، بی‌خوابی، گیجی، بی‌اشتهایی، کاهش وزن، زخم معده و دوازدهه، کرامپ‌های عضلانی، ترمور، اختلالات هدایتی قلب، برادیکاردی، عوارض اکستراپیرامیدال افسردگی، کنفوزیون تغییرات رفتاری، رویاهای غیر طبیعی، قرمزی پوست، تغییر رنگ پوست و اختلال کبدی، کرامپهای عضلانی، تعریق، عفونت ادراری و عفونت مجاری تنفسی.

## مقایسه با داروهای هم خانواده
در مقایسه با داروهای هم خانواده مانند گالانتامین و ریواستیگمین، مطالعات موجود نشان دهنده برتری احتمالی و البته نسبی دونپزیل در مقایسه با دو داروی دیگر است   گرچه این مطالعات کامل نیستند و مواردی از تناقض در نتایج مطالعات هم موجود است 

## فضایی
دونپزیل یک ترکیب 1: 1 از دو ایزومر زیر است:
| انانتیومر از دونپزیل | انانتیومر از دونپزیل |
| -------------------- | -------------------- |
| انانتیومر-(R)        | انانتیومر-(S)        |